# Rovaré
Rovaré è una frazione del comune di San Biagio di Callalta, in provincia di Treviso.

## Geografia fisica
Il territorio, che si estende a sudest del capoluogo comunale, è completamente pianeggiante e si caratterizza per la fitta presenza di corsi d'acqua. I fiumi più importanti sono il Meolo, che lambisce l'abitato, e il Vallio, poco più ad ovest. Da citare inoltre lo scolo Preda, a est, e il fosso Spinosola, a nord.

## Storia
Rovaré rappresenterebbe, con Cavrié, uno dei primi insediamenti dell'attuale territorio comunale. Il reperto più antico è un bronzo votivo di epoca paleoveneta se non protostorica, mentre tracce più tarde riguardano la presenza romana.
La tradizione asserisce che la località a nord dell'attuale centro, un tempo detta Prandecinum (o, in alternativa, Ripa), ospitasse il castello di un tal Prando, signore altinate. Al centro di frequenti scontri tra Altinati e Trevigiani (la zona si trovava al confine tra i territori delle due città), il castello fu fatto demolire (e la disputa risolta) dallo stesso proprietario dopo che questi fu miracolosamente guarito da San Liberale.
Dal punto di vista ecclesiastico, Prandecino faceva riferimento all'antichissima chiesa di San Lorenzo, demolita ai primi dell'Ottocento, a sua volta legata al monastero di San Teonisto di Casier e poi alla chiesa di San Martino Urbano di Treviso. Con un diploma del 1037, l'imperatore Corrado II prendeva sotto la sua protezione il monastero e confermava ai monaci il diritto di svolgere una fiera a Prandecino il giorno di San Lorenzo. Rappresentò per secoli uno dei più importanti mercati italiani: ancora nel Cinquecento veniva citata tra le quattordici fiere più importanti della Penisola.
Con la realizzazione della Callalta (XIV secolo), il fulcro vitale della zona si spostò in corrispondenza della nuova strada: si venne così a formare l'odierna San Biagio di Callalta e Prandecino perse d'importanza trovandosi in posizione più marginale.
L'attuale Rovaré (dal latino roboretum, cioè "rovereto", ossia "bosco di roveri") si sviluppò più a sud, attorno alla chiesa di San Mauro, dipendente dall'abbazia di Santa Maria di Monastier. L'opera dei monaci fu fondamentale per la bonifica e il successivo popolamento dell'area.
Durante la Grande Guerra, Rovaré fu coinvolta nella sanguinosa Battaglia del Solstizio.

## Monumenti e luoghi d'interesse

### Chiesa parrocchiale
L'odierno edificio, considerato artisticamente il più importante luogo di culto di San Biagio, fu costruito nella seconda metà del Settecento. La facciata fu realizzata nel 1795 su progetto di Francesco Zambon; negli interni, molto luminosi, si conservavano una pala del Veronese e un'altra attribuita a Lorenzo Lotto, ma sono andate disperse nel periodo fra le due guerre mondiali.

### Resti di villa Da Lezze
Era un imponente edificio, iniziato dal patrizio Priamo Da Lezze nel 1670 e concluso solo nel 1739. Progettista fu il celebre Baldassarre Longhena, al quale si aggiunsero poi gli interventi del Moscatelli, del Gaspari e del Muttoni. Il complesso, eretto, secondo alcuni, sui resti del castello di Prandecino, fu demolito nella prima metà dell'Ottocento per la gravosa tassazione imposta dal governo austriaco.
Ciò che rimane è tuttavia sufficiente per avere un'idea della grandiosità del complesso. Anzitutto, le tracce topografiche: si può osservare un'ampia area quadrangolare delimitata da fossati ottenuti deviando il fiume Vallio, con il lato nord incurvato in corrispondenza dell'asse mediano (la strada adiacente ne segue l'andamento); si notano in più punti delle diramazioni, a formare quelli che un tempo erano un isolotto e un labirinto d'acqua.
Il resto più evidente è comunque una torre sull'angolo orientale (detta popolarmente "il Castello"). Si tratta di un volume prismatico ornato da cornici marcapiano, con conci di pietra sugli spigoli ed elementi lapidei attorno alle aperture; il tutto coronato da un cornicione sotto la copertura a piramide. Adiacenti alla torre sono due corpi di fabbrica di altezze differenti, andando a delimitare una corte aperta; si ritiene che il più basso avesse funzioni agricole e che l'altro fosse un'abitazione rurale.
Numerosi furono i materiali recuperati dalle rovine e reimpiegati in altri edifici: elementi del palazzo si ritrovano nella vicina villa Navagero (colonne della cedraia), presso l'istituto "Besta" di Treviso (cancelli) e nella villa Manfrin di Treviso (colonne della facciata).
A ciò si aggiungono le raffigurazioni d'epoca e la meravigliata descrizione che ne dà Lorenzo Crico nel suo Lettere sulle Belle Arti Trivigiane (1833).

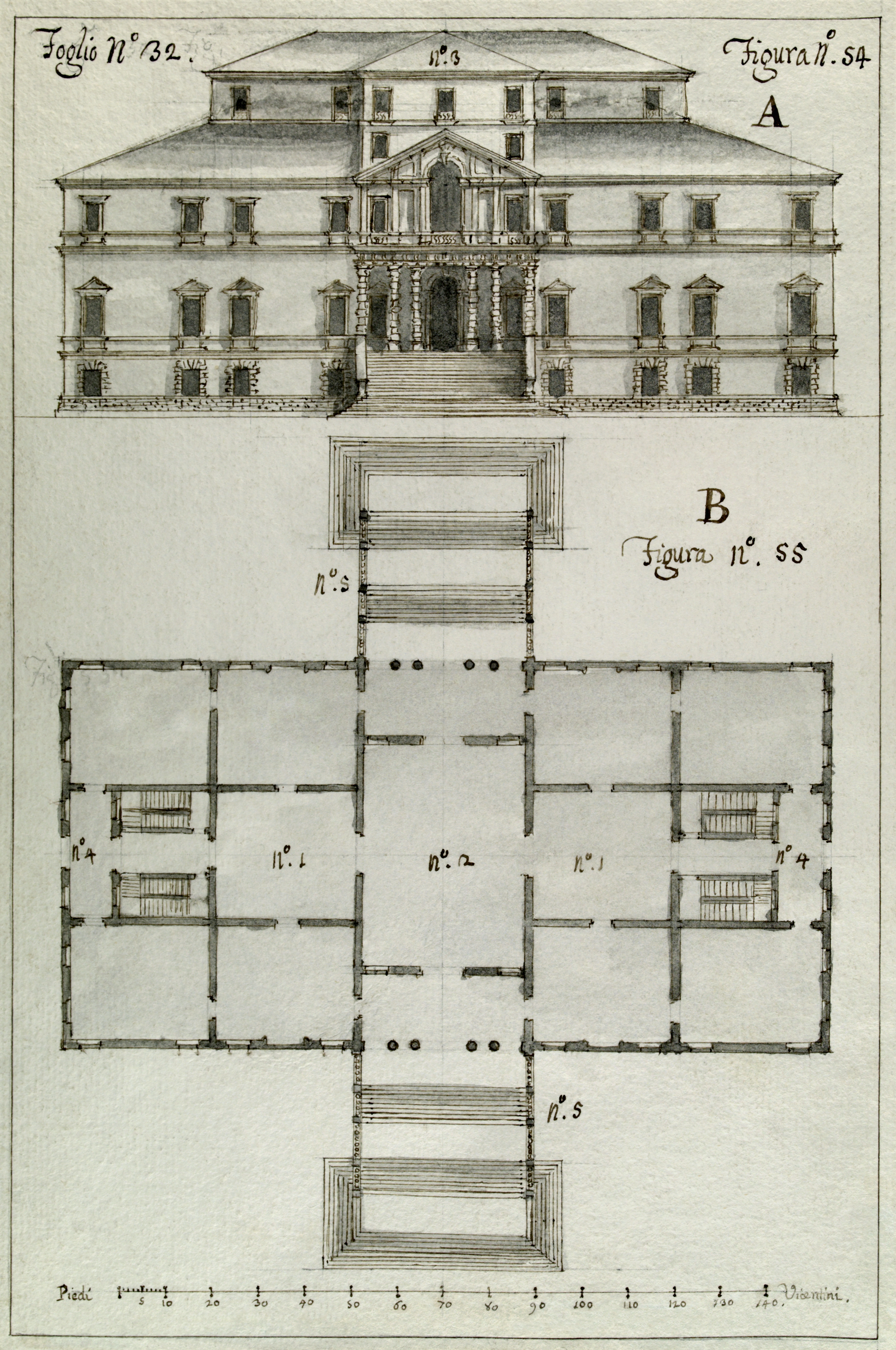
Disegno del Muttoni raffigurante la facciata e la pianta della villa.

### Villa Navagero Erizzo, Bandini, Della Rovere
Il complesso, sito nelle immediate vicinanze dell'abitato, fu iniziato nel 1680 dal patrizio Andrea Navagero, probabilmente modificando alcune costruzioni preesistenti. Nonostante gli ampliamenti successivi, la villa, allineata alla strada, mantiene una certa simmetria: alla casa padronale, posta al centro, sono affiancate le barchesse e la cappella privata; sul lato nord si trova un'area prativa aperta verso le campagne antistanti (oggi urbanizzate), mentre a sud si trova il giardino e il vigneto, delimitati da un muretto in mattoni.
L'abitazione si sviluppa su due piani divisi da una cornice marcapiano e coperti da un tetto a piramide, ai quali si aggiunge una sopraelevazione timpanata più recente (1901). Il fronte principale risulta tripartito e alle aperture del primo livello, con cimasa e architravate, si sovrappongono quelle del secondo, centinate.
Oratorio e barchesse sono collegati al corpo centrale da alcuni semplici edifici più tardi. Il primo, intitolato alla Madonna del Rosario, è un edificio settecentesco dalle forme equilibrate, con la facciata incorniciata da paraste tuscaniche, le quali sorreggono la trabeazione su cui poggia il timpano; al centro di quest'ultimo si apre un oculo trilobato.
Sul retro della chiesetta, collegato alla barchessa est, si trova un portico della prima metà dell'Ottocento: le esili colonne tuscaniche che lo sostengono provengono dalla scomparsa villa Da Lezze.
Le due barchesse sono disposte specularmente ai due lati della villa, con il lato corto rivolto alla strada. Completano l'insieme alcuni annessi rustici, che tuttavia si discostano dall'ordinata simmetria fin qui descritta.
Tra gli anni sessanta e ottanta la villa è stata sottoposta a un'importante opera di restauro, con interventi a livello del riscaldamento, dell'impianto idrosanitario e delle coperture, rendendola abitabile tutto l'anno.

### Villa Cian, Marinello
Sorge lungo la Callalta, delimitata a nord dalla ferrovia Treviso-Portogruaro.
Il primo edificio che si incontra, venendo dall'ingresso principale, è la cappellina. Il semplice oratorio, sormontato dal tetto a capanna, è affacciato a un piccolo sagrato delimitato da paracarri. Sul retro sorge un rustico, isolato forse perché adibito ad abitazione rurale e a stalla.
Sulla destra si trovano la casa padronale e l'adiacente barchessa. La prima è più recente, realizzata nell'Ottocento (ma potrebbe trattarsi di un rifacimento), e si sviluppa su tre livelli, con finto bugnato alla base, cimase sulle finestre del piano nobile e infine un cornicione, oltre il quale si eleva la copertura a padiglione.
La barchessa si caratterizza per archi a tutto sesto, ai quali corrispondono aperture rettangolari al primo piano. Sul retro, sempre al medesimo livello, si hanno alte finestre centinate, allineate a quelle del corpo padronale (mentre sul davanti appaiono sfalsate).

### Ca' Brotto
Edificio secentesco, oggi in grave stato di abbandono, non si distingue particolarmente per forma e dimensioni, ma certamente dovette avere un ruolo notevole in passato, in posizione isolata e ben visibile al centro della campagna. Si trova all'estremità orientale del territorio, ancora immerso nel paesaggio rurale.
In origine al corpo centrale erano disposte simmetricamente due barchesse (resta solo quella ovest), caratterizzate da aperture regolari attorno al portone centrale.
Le due facciate del corpo centrale, a pianta quadrata, sono simili, con le medesime aperture. I resti dell'intonaco testimoniano il contrasto cromatico tra i due fronti: quello nord era rosso scuro, l'altro in marmorino chiaro. Sul cornicione si pone il tetto a piramide, al centro del quale si apre un abbaino ornato da una cornice e da volute di raccordo.